# Унтердисен
Унтердисен (њем. Unterdießen) општина је у њемачкој савезној држави Баварска. Једно је од 31 општинског средишта округа Ландсберг ам Лех. Према процјени из 2010. у општини је живјело 1.369 становника. Посједује регионалну шифру (AGS) 9181143.

## Географски и демографски подаци
Унтердисен се налази у савезној држави Баварска у округу Ландсберг ам Лех. Општина се налази на надморској висини од 610–644 метра. Површина општине износи 12,8 km². У самом мјесту је, према процјени из 2010. године, живјело 1.369 становника. Просјечна густина становништва износи 107 становника/km².